# Empresa de Construcciones Mecánicas de Khenchela
La Empresa de Construcciones Mecánicas de Khenchela (ECMK), es uno de los principales proveedores de armamento para las Fuerzas Armadas Argelinas (FAA). La corporación está especializada en la fabricación y comercialización de todo tipo de armas de fuego ligeras, además de repuestos y herramientas. La empresa está ubicada en Jenchela (en tamazight: ⵅⴰⵏⵛⵍⴰ) (en árabe argelino: خنشلة), un municipio de Argelia y capital de la Provincia de Jenchela, en la región del Aurés. La corporación forma parte del complejo industrial-militar argelino.

## Cooperación internacional
Gracias a la cooperación internacional de la Corporación Kalashnikov, la empresa china Norinco y la sociedad mercantil Beretta, la Empresa de Construcciones Mecánicas de Kenchela, ha fabricado para las Fuerzas Armadas Argelinas, pistolas semiautomáticas Makarov PM, fusiles de asalto AKM, escopetas Beretta RS-202, ametralladoras ligeras RPK, y pistolas semiautomáticas Caracal.

## Industria armamentística en Argelia

### Proveedores extranjeros
Los principales proveedores militares de Argelia han sido los pueblos hermanos de la antigua Unión Soviética, que vendió varios tipos de equipos sofisticados en virtud de acuerdos comerciales militares, y la República Popular China. 
En las décadas de 1970 y 1980, un gran número de asesores militares soviéticos estaban estacionados en el país.  
Desde 2001, la cooperación en materia de seguridad con los Estados Unidos ha aumentado, y las fuerzas estadounidenses han participado en misiones de entrenamiento en el Sahara, en el sur del país. 
Otro proveedor de armas de Argelia es Francia. Francia y Argelia han tenido una conexión significativa desde la era colonial de la Argelia francesa, ya que Francia suministra armamento y blindaje a las fuerzas argelinas. En octubre de 2009, Argelia canceló un acuerdo de armas con Francia por la presencia de piezas y componentes israelíes.
En 2006 se encargaron ocho batallones de misiles tierra-aire de largo alcance rusos S-300 PMU2.
En 2006, se realizaron compras multimillonarias de equipos militares rusos para mejorar el arsenal convencional del país, esto incluyó un acuerdo de la Fuerza Aérea Argelina para comprar 28 Su-30 MKA y 36 MiG-29 SMT, por hasta 3.500$ millones de dólares USA. Sin embargo, esos MiG-29 fueron devueltos a Rusia en febrero de 2008 debido a la mala calidad del fuselaje, luego de evaluaciones técnicas en Argelia.
En mayo de 2008, los dos gobiernos acordaron un nuevo acuerdo para reemplazar esos 36 MiG-29 SMT por un nuevo lote de 16 Su-30 MKA, que cumplen con todos los requisitos de la Fuerza Aérea de Argelia. 
Además, ECMK también construye bajo licencia la pistola semiautomática Caracal de los Emiratos Árabes Unidos. La estación base logística produce varios tipos de IFV (vehículo de combate de infantería blindado) para el transporte de tropas y vehículos blindados de combate ligeros. La fuerza aérea produce dos tipos de aviones ligeros para el entrenamiento básico y ha producido su propio vehículo aéreo no tripulado (VANT) de reconocimiento militar, desde diciembre de 2010. La empresa rusa, Rosoboronexport, ha expresado una solicitud de asistencia financiera a varios países, incluidos Argelia, Irán, Arabia Saudita y Emiratos Árabes Unidos, para participar en el proyecto para la producción del avión de combate de quinta generación T-50 (PAK-FA).

### Industria militar nacional
Argelia también tiene una industria militar nacional propia. El ejército fabrica fusiles de asalto AK-47 y AKM, producidos bajo licencia de Rusia y China, así granadas propulsadas por cohete (RPG), en la Empresa de Construcciones Mecánicas de Khenchela (ECMK).
Argelia tiene una empresa llamada Industria Militar de Dirección Central, que produce vehículos, armas, barcos, aviones, helicópteros, tanques, y otros equipos. Fue fundada en 1998. 
La industria militar de Argelia se remonta a 1980, cuando el país necesitaba diversificarse, y buscaba tener su propio equipamiento militar nacional, para depender menos de las armas importadas de la Unión Soviética y Francia. 
El desarrollo de la industria militar en Argelia en la década de 1980 desempeñó un papel crucial cuando se produjo la Guerra Civil de Argelia una década después. 
Las armas fabricadas localmente ayudaron al ejército argelino a combatir a los islamistas en todo el país, lo que contribuyó a la victoria del gobierno en 2002. 
Argelia exporta sus armas de fabricación nacional a Túnez, Malí, Níger, Libia, Mauritania y varios otros estados africanos y árabes de Oriente Medio.

## Industria automotriz en Argelia

### SAFAV-MB y SAFAVP-MB
Desde 2017, la Sociedad Argelina de Fabricación de Vehículos Mercedes-Benz (SAFAV-MB) y la Sociedad Argelina de Fabricación de Vehículos Pesados Mercedes-Benz (SAFAVP-MB) suministraron a las fuerzas armadas y a las fuerzas de seguridad argelinas, varios tipos de vehículos Mercedes-Benz como: Unimog, Zetros, Sprinter, Actros, y clase-G.

### SNVI
Algunos camiones civiles y militares, autocares, autobuses, remolques y vehículos, han sido fabricados en Argelia por la Sociedad Nacional de Vehículos Industriales (SNVI).